# Flavio Severino
Flavio Severino (latino: Flavius Severinus; fl. 458-461) fu un senatore e uomo politico dell'Impero romano.

## Biografia
Era probabilmente di origine italica. Mantenne una posizione di rilievo durante tutti i turbolenti anni 450; come indicato dal poeta Sidonio Apollinare (Lettere, i.11.10), aveva tenuto degli incarichi sotto l'imperatore Avito, prima di partecipare al fianco dell'imperatore romano d'Occidente Maggioriano, nel 458, alla campagna in Gallia contro i Visigoti, per la riconquista della regione. Maggioriano mise in atto una politica che intendeva riconciliare il potere imperiale con l'aristocrazia senatoriale, sia gallica che italica, e dunque scelse Severino come console per l'anno 461; in un banchetto tenutosi ad Arelate e descritto da Sidonio era il secondo personaggio più importante dopo l'imperatore.
Un'iscrizione col suo nome è stata ritrovata sui sedili del Colosseo, in quanto uno dei posti gli era riservato; l'iscrizione (CIL VI, 32206) è datata tra il 476 e il 483.